# 東安省
東安省（とうあん-しょう）は満洲国にかつて存在した省。現在の黒竜江省東部に位置する。

## 歴史
1939年6月1日、満洲国は北方国境の国防力強化のために三江省の饒河県、宝清県及び牡丹江省の密山県、虎林県に新たに東安省を設置、更に密山、穆棱、勃利の一部に林口県を設置し5県を管轄した。
1941年1月、三江省勃利県が新たに移管され、同年9月には密山県西部に鶏寧県が新設、翌年1942年1月には省会である東安街に市制が施行され東安市が誕生し、1市6県を管轄するようになった。
1943年10月1日、間島省、牡丹江省と共に統合され東満総省に改編され、東安省は廃止された。

## 設置
1939年6月、満洲国政府により北安省が新設される。

## 廃止
1943年10月、東満総省に編入される。

## 歴代省長
特記なき場合『世界諸国の制度・組織・人事 : 1840-2000』による。
- 御影池辰雄：1939年6月1日 - 1940年11月30日
- 岐部与平：1940年11月30日 - 1942年1月15日
- 畑勇三郎：1942年1月15日 - 1945年1月31日
- （兼）三谷清：1945年1月31日 - 1945年6月1日（東満総省に編入）